# Differenzdrucksensor
Der Differenzdrucksensor ist ein Drucksensor, der die Differenz zweier Absolutdrücke, den Differenzdruck, misst. Der Differenzdrucksensor kann aus zwei Messkammern bestehen, die durch eine Membran hermetisch voneinander getrennt sind. Die Auslenkung der Membran ist dann ein Maß für die Größe des Differenzdruckes.

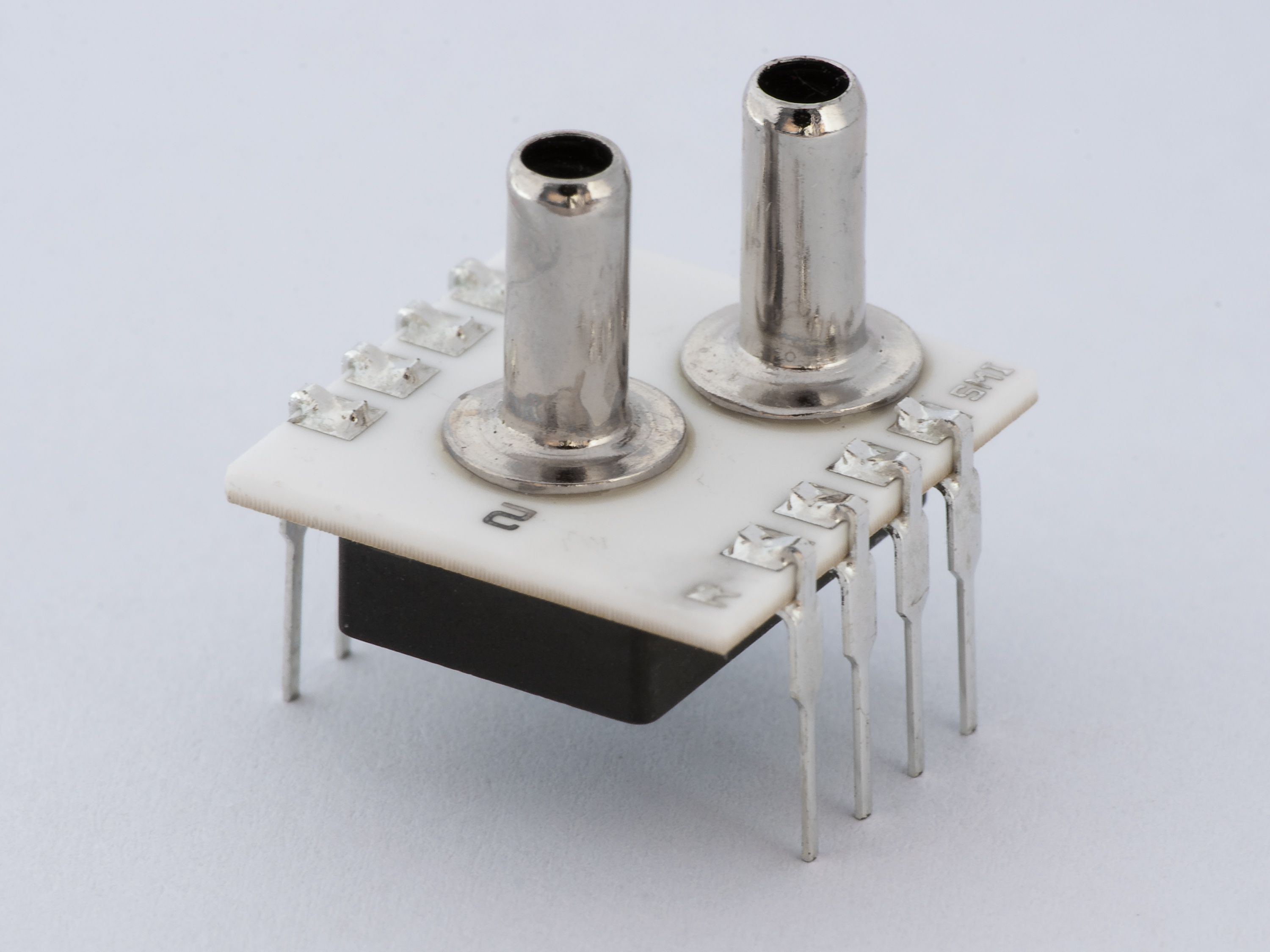
Differenzdrucksensor mit zwei Luftschlauch-Anschlüssen, gemessen wird die Druckdifferenz zwischen den beiden Anschlüssen

## Differenzdrucktransmitter
Der Differenzdrucktransmitter dient zur kontinuierlichen Messung von Druckdifferenzen in Flüssigkeiten, Dämpfen, Gasen und Stäuben. Aus dem Differenzdruck kann der hydrostatische Füllstand in einem Behälter oder der Massenstrom durch eine Rohrleitung berechnet werden. Auch kann so die Sättigung eines Partikelfilters bestimmt werden, indem der Differenzdruck vor und nach dem Partikelfilter gemessen wird.

## Messeigenschaften
Wenn die Messung einer Differenz zwischen zwei Drücken gewünscht wird, wird das System sowohl von links als auch von rechts mit den unterschiedlichen Prozessdrücken beaufschlagt, wodurch die Membrandurchbiegung den Druckunterschied widerspiegelt. Bei aggressiven Medien wird vor die eigentliche Messkammer je eine keramische bzw. metallische Trennmembran gebaut, damit diese Medien nicht bis zur Messmembran vordringen und diese zerstören können.

## Einsatzbereiche
- gasförmige und flüssige Medien
- Heizungstechnik
- Beatmungsüberwachen bei künstlicher Beatmung[1]
- Überwachung von Filtern und Sieben
- Verfahrenstechnik
- Gebäudetechnik der Blower-Door-Test
- Kfz-Technik

## Messergebnisse
Eine Auswerteelektronik sorgt für eine Umformung und Verstärkung des von der Druckmessdose gelieferten Signals. Das ursprüngliche Signal ist der Unterschied der Kapazitäten beider Kondensatoren. Durch die angelegte Wechselspannung kann dieser Kapazitätsunterschied ausgewertet und umgeformt als Messsignal zur Verfügung gestellt werden (siehe kapazitiver Sensor).
Eine Alternative bildet der Silizium-Drucksensor, der die Verformung über an der Membran aufgebrachte Widerstände aufnimmt. Diese Messschaltung kann auch mit Gleichspannung betrieben werden.

## Weblink
- 3D-Animation des Differenzdruck-Durchfluss-Messprinzips für Differenzdruck Messprinzip "Blende-Düse-Venturi" auf YouTube